# تمانتاغي
تماتانغي Tematangi جزيرة مرجانية في المنطقة الجنوبية الشرقية من أرخبيل تويا ماتو، بولينيزياالفرنسية. أقرب جارة لتمانتاغي هو مورو روا، والتي تقع 161 كم إلى ESE.
تمانتاغي هي جزيرة مرجانية متوسطة الحجم. بمساحة حوالي 11.5 كم طولاً، وأقصى 7 كم عرضاً. الشعاب المرجانية ترافق تماماً البحيرة العميقة، والتي هي 61 كيلومتراً مربعاً و لا يوجد ممر للملاحة للدخول في البحيرة.
وهناك العديد من الجزر الكبيرة نسبياً على شعاب تمتانغي المرجانية، فضلاً عن عدد قليل من الجزر الصغيرة . والمنطقة الادارية و الرئيسية هي توي هانا. وهناك 53 نسمة يعيشون في تماتانغي في آخر تعداد.

## التاريخ
كانت أول زيارة أوروبية سجلت للجزر المرجانية هو الكابتن وليام بليغ على سفينة بروفيدانس في 5 أبريل 1792. وفي وقت زيارة وليام بليغ للمنطقة، فإنها كانت غير مأهولة بالسكان. يبدو ان تماتانغي كانت في بعض الخرائط باسم «جزيرة بليغ العميقة». عندما فريدريك بيتشي زار تماتانغي في عام 1826 وجد سكان هناك.

## الإدارة
تماتانغي تننتمي إداريًا إلى بلدية توريا، والتي تشمل فانغاتوفا، موروروا، تماتانغي، فانافا.
‌